# Chyża (Drezdenko)

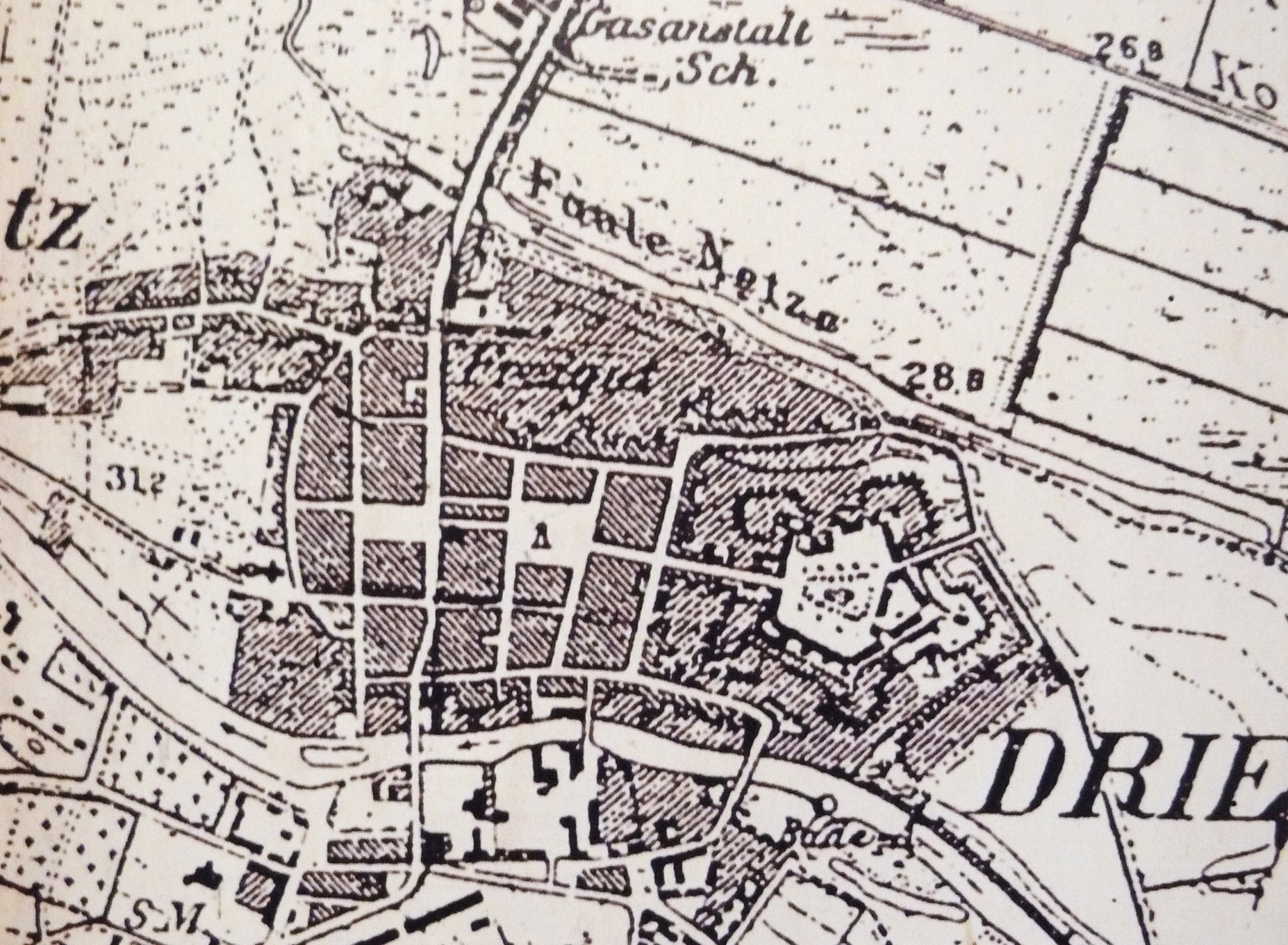
Chyża w północno-zachodniej części mapy

Chyża – część centrum Drezdenka, zlokalizowana wzdłuż ul. Łąkowej, na północny zachód od historycznego jądra miasta.
Ulica Łąkowa stanowi pozostałość dawnej osady służebnej wobec miasta i jest reliktem urbanistycznym sięgającym czasów sprzed kolonizacji askańskiej lub z okresu tej kolonizacji (połowa XIII wieku). Pierwsze pisemne poświadczenie istnienia Chyży pochodzi z 1514. W XVI wieku zamieszkiwało tutaj 21 gospodarzy. Osada nie podlegała prawu miejskiemu i posiadała samodzielną administrację, co zakończyło się dopiero w 1894. Osada była zamieszkiwana w dużej części przez Polaków i pozostawała enklawą ludności słowiańskiej u boku niemieckiego narodowościowo miasta. Aż do połowy XIX wieku stan zabudowy Chyży nie zmieniał się zasadniczo – wciąż były tu nie więcej niż 22 gospodarstwa (dopiero w 1894 odnotowano 36 zabudowanych parcel).